# Дитинство лідера (фільм)
«Дитинство лідера» (англ. The Childhood of a Leader) — британсько-французький історико-драматичний фільм, знятий Бреді Корбетом за однойменним оповіданням Жана Поля Сартра. Прем'єра стрічки в Україні відбулась 29 вересня 2016 року. Фільм розповідає про дитинство фашистського лідера Першої світової війни.

## У ролях
- Роберт Паттінсон — Чарльз Маркер / Прескотт
  - Том Світ — юний Прескотт
- Береніс Бежо — мати
- Ліам Каннінгем — батько
- Стейсі Мартін — Ада, вчителька
- Йоланда Моро — Мона
- Жак Буде — священник

## Виробництво
Зйомки фільму почались 30 січня 2015 року в Будапешті і закінчились 1 березня того ж року.

## Нагороди й номінації
| Список нагород і номінацій             | Список нагород і номінацій | Список нагород і номінацій                  | Список нагород і номінацій | Список нагород і номінацій | Список нагород і номінацій |
| Кінопремія                             | Дата церемонії             | Категорія                                   | Номінант(и)                | Результат                  | Дж                         |
| -------------------------------------- | -------------------------- | ------------------------------------------- | -------------------------- | -------------------------- | -------------------------- |
| Американське товариство кінооператорів | 4 лютого 2017              | Найкращий кінооператор фестивального фільму | Лу Кроулі                  | Номінація                  | [ 2 ]                      |
| Премія «Незалежний дух»                | 25 лютого 2017             | Найкращий дебютний фільм                    | «Дитинство лідера»         | Номінація                  | [ 3 ]                      |
| Премія «Незалежний дух»                | 25 лютого 2017             | Найкращий оператор                          | Лу Кроулі                  | Номінація                  | [ 3 ]                      |